# کیت گیلو
 کیت گیلو (انگلیسی: Kate Gillou؛ ۱۹ فوریهٔ ۱۸۸۷ – ۱۶ فوریهٔ ۱۹۶۴) یک تنیس‌باز اهل فرانسه بود.